# Dietes bicolor

A Dietes bicolor, também conhecida como moreia ou dietes, é uma planta herbácea originária da África do Sul, de 40–90 centímetros de altura, sendo capaz de florecer o ano todo. 

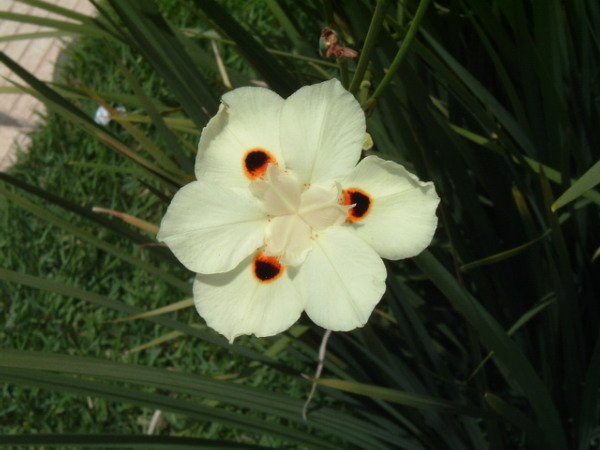
Dietes bicolor Brazilo
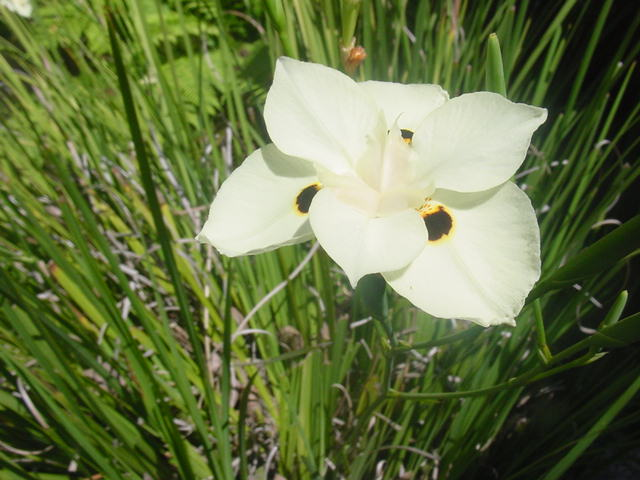
Dietes bicolor California
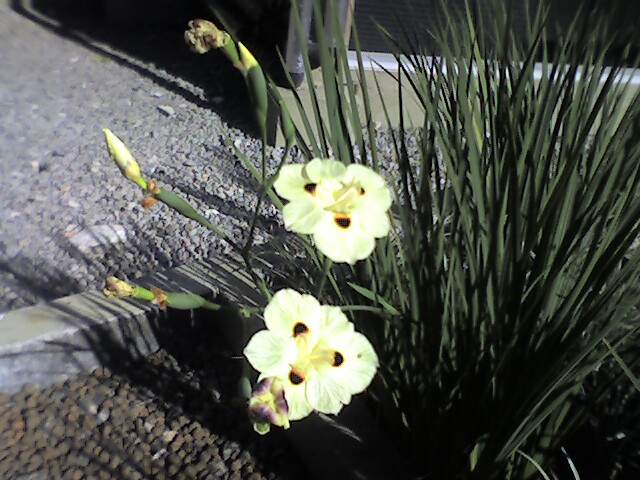
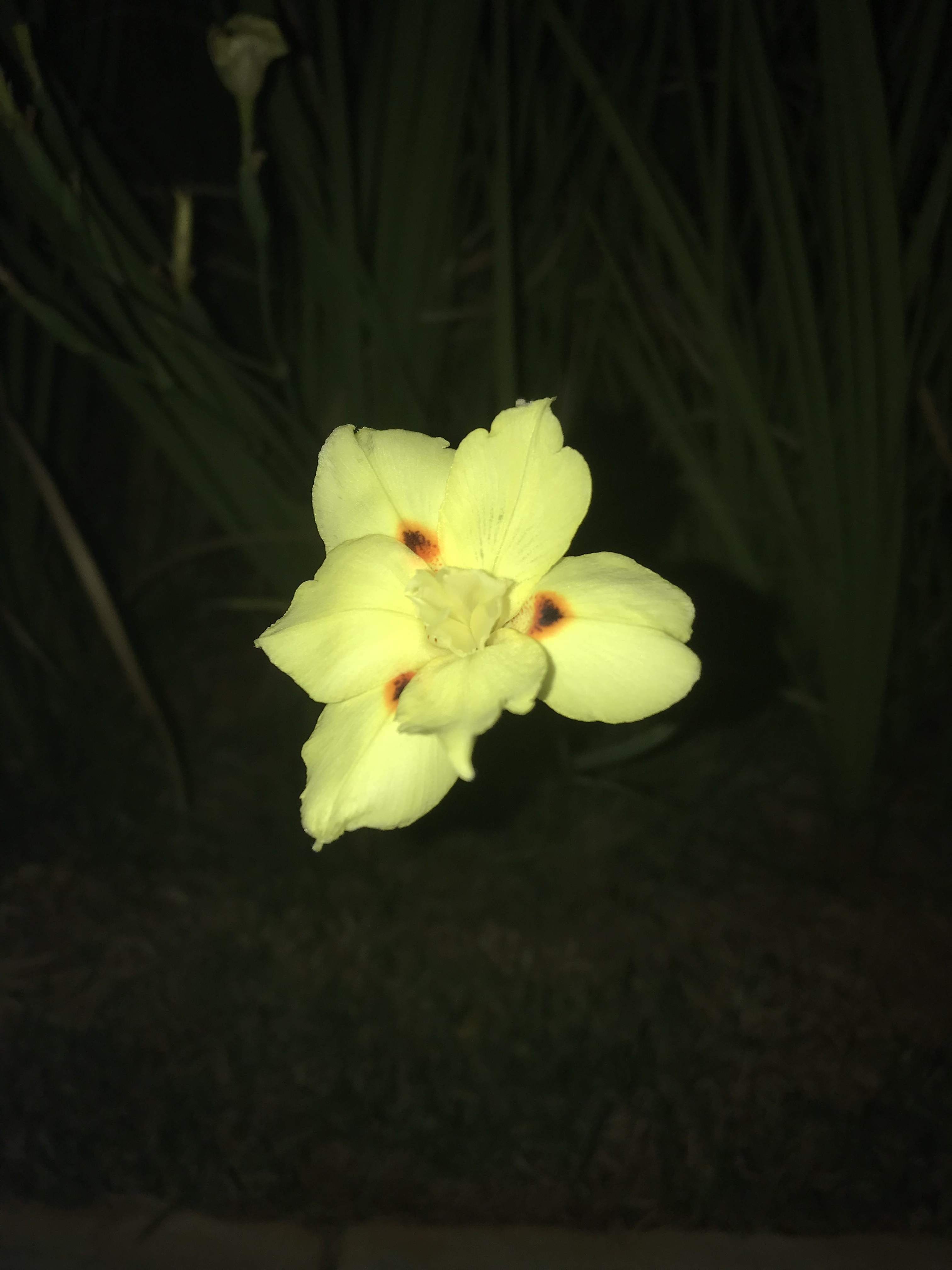
Dietes bicolor amarela (Brasil)